# Ернст Крис
Ернст Крис (на немски: Ernst Kris) е австрийски психоаналитик и историк на изкуството.

## Биография
Роден е на 26 април 1900 г. във Виена, Австрия, в семейството на адвоката Леополд Крис и Роза Шик. Получава докторска степен по история на изкуството от Департамента по история на изкуството към Виенския университет през 1922 г. и е назначен за помощник-уредник в музей във Виена. През 1927 г. Крис се жени за Мариане Рие, дъщеря на приятел на Зигмунд Фройд – Оскар Рие. И двамата с жена си стават психоаналитици. През 1928 г. задълбочава приятелството си с Фройд и става член на Виенското психоаналитично общество. Между 1930 и 1938 г. Крис работи като лектор във Виенския психоаналитичен институт.
През 1933 г. Фройд моли Крис да стане редактор на списание „Имаго“. Крис напуска Виена през 1938 г. и заминава за Англия, след като Хитлер напада Австрия. В Англия става лектор и обучаващ аналитик в Лондонския институт по психоанализа до 1940 г. По това време Крис анализира нацистките радио излъчвания за BBC. През 1940 г. Крис и семейството му се местят в Ню Йорк, където той става професор в Новото училище за социални изследвания, а през 1943 г. започва да работи като лектор в Нюйоркското психоаналитично общество и Колежа на град Ню Йорк.
През 1945 г. основава списание „Психоаналитично изследване на детето“ заедно с Ана Фройд и Мари Бонапарт. През 1946 г. става член на Американската ортопсихиатрична асоциация и съдружник в Американската психологична асоциация. Става член и на редакторския борд на Журнал на американската психоаналитична асоциация.
Крис посвещава последните години от живота си на психоаналитична теория, его психологията, ранното детско развитие и теорията на психоаналитичната техника.
Умира на 27 февруари 1957 г. в Ню Йорк на 56-годишна възраст.

## Научна дейност
Крис практикува не само като психоаналитик, но още работи и като историк и публикува статии по история на изкуството. Като психоаналитик прави няколко важни приноса към психологията на артиста и психоаналитичната интерпретация на произведенията на изкуството и карикатурата. В периодичното списание „Имаго“ той публикува първото си психоаналитично изследване Ein geisteskranker Bildhauer („Душевноболния скулптор“) на Франц Ксавер Месершмит.

## Произведения
На български език
- Психология на карикатурата. В: Кирова, М. (съст.). Психоанализа и литература. УИ „Св. Климент Охридски“, 1995, с. 270 – 287.